# Hans-Günther Looff
Hans-Günther Looff (Berlin, 1906. február 10.  – Vizcayai-öböl, 1940. június 22.) német tengeralattjáró-kapitány volt a második világháborúban.

## Pályafutása
Hans-Günther Looff 1927. április 1-jén csatlakozott a német haditengerészethez. 1935. október 1-jén sorhajóhadnaggyá, 1940. január 1-jén pedig korvettkapitánnyá nevezték ki. Négy tengeralattjáró kapitánya volt, de csak az U–122-vel volt harci bevetésen. Egy hajót süllyesztett el. 1940. június 22-én tengeralattjárójával és teljes legénységével eltűnt a Vizcayai-öbölben.

## Összegzés
| Hajója | Parancsnoki szolgálata               | Őrjáratok száma | Őrjáratok hossza (nap) | Eltalált hajók száma | Eltalált hajók vízkiszorítása (brt) |
| ------ | ------------------------------------ | --------------- | ---------------------- | -------------------- | ----------------------------------- |
| U–9    | 1935. augusztus 21. – 1936/37        | 0               | 0                      | 0                    | 0                                   |
| U–23   | 1936/37 – 1937. szeptember 30.       | 0               | 0                      | 0                    | 0                                   |
| U–28   | 1936/37 – 1937. szeptember 30.       | 0               | 0                      | 0                    | 0                                   |
| U–122  | 1940. március 30. – 1940. június 22. | 2               | 20                     | 1                    | 5911                                |

## Elsüllyesztett és megrongált hajók
| Búvárhajó | Nap              | Hajó            | Nemzetisége        | Vízkiszorítása (brt) |
| --------- | ---------------- | --------------- | ------------------ | -------------------- |
| U–122     | 1940. június 20. | Empire Conveyor | Egyesült Királyság | 5911                 |